# Matviivka, Ciîhîrîn
Matviivka (în ucraineană Матвіївка) este o comună în raionul Ciîhîrîn, regiunea Cerkasî, Ucraina, formată numai din satul de reședință.

## Demografie
Componența lingvistică a comunei Matviivka
     Ucraineană (99,46%)
     Alte limbi (0,54%)
Conform recensământului din 2001, majoritatea populației comunei Matviivka era vorbitoare de ucraineană (99,46%), existând în minoritate și vorbitori de alte limbi.